# Can’t Get You Out of My Head
Can’t Get You Out of My Head – piosenka nagrana przez australijską piosenkarkę Kylie Minogue, wydana na singlu promującym album Fever (2001). Był to pierwszy singiel pochodzący z albumu. Piosenka została stworzona i wyprodukowana przez Cathy Dennis oraz Roba Davisa. Utwór zawiera rytmy lat 90. – dance-pop. Singiel z piosenką – wydany w sierpniu 2001 roku – szybko znalazł się na 1. miejscach list przebojów w wielu państwach. Utwór znalazł się na 11. miejscu najlepiej sprzedających się singli XXI wieku.

## Teledysk
Cały teledysk wyreżyserowała Dawn Shadforth. Początkowo ukazuje on Minogue jadącą żółtym De Tomaso Mangusta. Piosenkarka przedstawiona jest w nim w wielu różnych kostiumach, m.in. w czarnym stroju podczas jazdy, białej skromnej kreacji z charakterystycznym wycięciem, czy błyszczącej sukience. Jego akcja rozgrywa się w futurystycznym mieście, z dominującą wysoką zabudową, w którym Minogue wykonuje choreografię razem z ludźmi-robotami. W 2002 roku teledysk otrzymał nagrodę MTV Video Music Awards za najlepszą choreografię oraz został sklasyfikowany na 3. miejscu jako najlepszy klip uznany przez włoski oddział MTV.

## Nagrody
Oprócz wyróżnienia za najlepszą choreografię, Dennis i Davis jako kompozytorzy wygrali Ivor Novello Awards za najlepszy dobór muzyki do tekstu. Minogue otrzymała również kilka światowych nagród, m.in. ARIA Awards za najlepiej sprzedający się australijski singel roku i najlepsze nagranie pop. Piosenkarka dostała również wyróżnienie ARIA Awards w kategorii „Specjalne osiągnięcie” w karierze.

## Listy przebojów
„Can’t Get You out of My Head” został sprzedany w ponad 306 tys. kopii w pierwszym tygodniu po wydaniu w Wielkiej Brytanii i ponad milion w tym samym państwie do końca roku. Był to jeden z najlepiej sprzedających się w ciągu 16 tygodni singli w Europie. Piosenka stała się szybko przebojem w Stanach Zjednoczonych. Powstało także wiele remiksów utworu. W ponad 50 krajach przez długi czas piosenka utrzymywała się na 1. miejscach na listach przebojów.
| Kraj   | Lista (2001–2002)                | Pozycja |
| ------ | -------------------------------- | ------- |
| AUS    | ARIA                             | 1       |
| AUT    | Ö3 Austria Top 40                | 1       |
| BE-VLG | Ultratop 50                      | 1       |
| BE-WAL | Ultratop 50                      | 1       |
| DNK    | Tracklisten                      | 1       |
| FIN    | Suomen virallinen lista          | 5       |
| FRA    | SNEP                             | 1       |
| GRC    | IFPI Greece                      | 1       |
| NLD    | Single Top 100                   | 1       |
| IRL    | Irish Singles Chart              | 1       |
| DEU    | GfK Entertainment                | 1       |
| NOR    | VG-lista                         | 1       |
| NZL    | Recorded Music NZ                | 1       |
| POL    | AirPlay                          | 1       |
| ZAF    | RiSA                             | 2       |
| PRT    | „Billboard”                      | 1       |
| GB-SCT | Official Charts Company          | 1       |
| CHE    | Schweizer Hitparade              | 1       |
| SWE    | Sverigetopplistan                | 1       |
| ITA    | FIMI                             | 1       |
| GBR    | Official Singles Chart Top 100   | 1       |
| USA    | „Billboard” Hot 100              | 7       |
| USA    | „Billboard” Hot Adult Top 40     | 23      |
| USA    | „Billboard” Hot Dance Club Songs | 1       |
| USA    | „Billboard” Pop Songs            | 3       |
| USA    | „Billboard” Rhythmic Songs       | 9       |